# High Rollers (film)
Pour les articles homonymes, voir High Roller.
Série
Cash Out
(2024)
Pour plus de détails, voir Fiche technique et Distribution.
High Rollers est un film américain réalisé par Randall Emmett (crédité Ives) et sorti en 2025. Il s'agit d'une suite au film Cash Out, du même réalisateur, sorti l'année précédente.

## Synopsis
Le voleur expérimenté Mason Goddard mène désormais une vie de rêve avec son équipe et sa petite amie Amelia Decker, mais lorsque Salazar — son ennemi juré — kidnappe Amelia, il va être forcé de braquer le casino Scarlet Pearl. Il s'agit d'un casse à forts enjeux pour sauver sa compagne, tout en échappant aux rivaux de Salazar et aux agents du FBI.

## Fiche technique
Sauf indication contraire, les informations mentionnées dans cette section peuvent être confirmées par la base de données cinématographiques IMDb,  présente dans la section « Liens externes ».
- Titre original : High Rollers
- Titre de travail : Cash Out 2: High Rollers
- Réalisation : Randall Emmett (crédité sous le pseudonyme d'Ives)
- Scénario : Chris Sivertson (en)
- Musique : Yagmur Kaplan
- Décors : Travis Zariwny
- Photographie : Alejandro Lalinde
- Montage : Marc Fusco
- Production : Joel Cohen, Randall Emmett, Cecil Chambers

Coproducteur : Paul W. Hazen
Producteurs délégués : Noel Ashman, Rick Moore, Gwen Osborne, Steven Small, Ryan Donnell Smith et Sean Stone
- Sociétés de production : Convergence Entertainment Group, End 2 End Productions, Lightnin' Production Rentals et Triumphant Pictures
- Société de distribution : Saban Films (États-Unis)
- Budget : N/A
- Pays de production :  États-Unis
- Langue originale : anglais
- Format : couleur
- Genre : action
- Dates de sortie[1] :
  - États-Unis : 14 mars 2025
- Classification[2] :
  - États-Unis : R

## Distribution
- John Travolta : Mason Goddard
- Gina Gershon : Amelia Decker
- Lukas Haas : Shawn
- Kelly Greyson : Bella
- Korrina Rico : Lucy
- Swen Temmel : Georgios Caras
- Natali Yura : Link
- Demián Castro : Zade
- Daniel Louis Rivas : Chaz Antonelli
- Joel Cohen : Vernon Richter

## Production
Le tournage débute en avril 2023, notamment dans un casino de D'Iberville dans le Mississippi et sur le côte du golfe du Mississippi,. Les prises de vues ont également lieu à Biloxi.

## Sortie et accueil
High Rollers sortira en vidéo à la demande ainsi qu'en sortie limitée dans certains cinémas le 14 mars 2025,